# D Productions
A D Productions (anteriormente denominada como ANS International) é uma produtora turca de produções audiovisuais, fundada em 1992, por Elif Ayşe Durmaz. A empresa serve como núcleo de produção de obras da rede de televisão turca Kanal D.
O estúdio está localizado em Bağcılar, em Istambul, na Turquia.